# August Underground’s Mordum
August Underground’s Mordum to druga część trylogii brutalnych filmów pseudo-snuff. Jest kontynuacją wydanego w 2001 roku August Underground, natomiast jego sequelem jest pochodzący z 2007 August Underground’s Penance. Film zajął pierwsze miejsce na liście „10 najbardziej chorych filmów”, według listu umieszczonej na blogu Horrror Brain, na IGN.

## Fabuła
Film składa się z luźnych scenek pokazujących ekscesy grupki całkowitych zwyrodnialców i zboczeńców seksualnych. Porwania, mordy, najdziwaczniejsze praktyki seksualne i tortury ofiar nadają sens ich życiu.... Całość stylizowana na film amatorski, w celu stworzenia wrażenia maksymalnego realizmu.